# Willian
Willian Borges da Silva eller bare Willian (født 9. august 1988 i Ribeirão Pires, Brasilien) er en brasiliansk fodboldspiller, der normalt spiller som højre kant hos den græske klub Olympiakos F.C.. Han har tidligere spillet for lokalrivalerne fra Chelsea.
Han har tidligere spillet for ukrainske Shaktar Donetsk, med hvem han var med til at vinde to ukrainske mesterskaber, én ukrainsk pokalturnering og UEFA Cuppen i 2009.

## Titler
Ukrainske Mesterskab
- 2008 og 2010 med Shakhtar Donetsk

Ukrainske Pokalturnering
- 2008 med Shakhtar Donetsk

UEFA Cup
- 2009 med Shakhtar Donetsk